# Liste der Stolpersteine im Großraum Kopenhagen

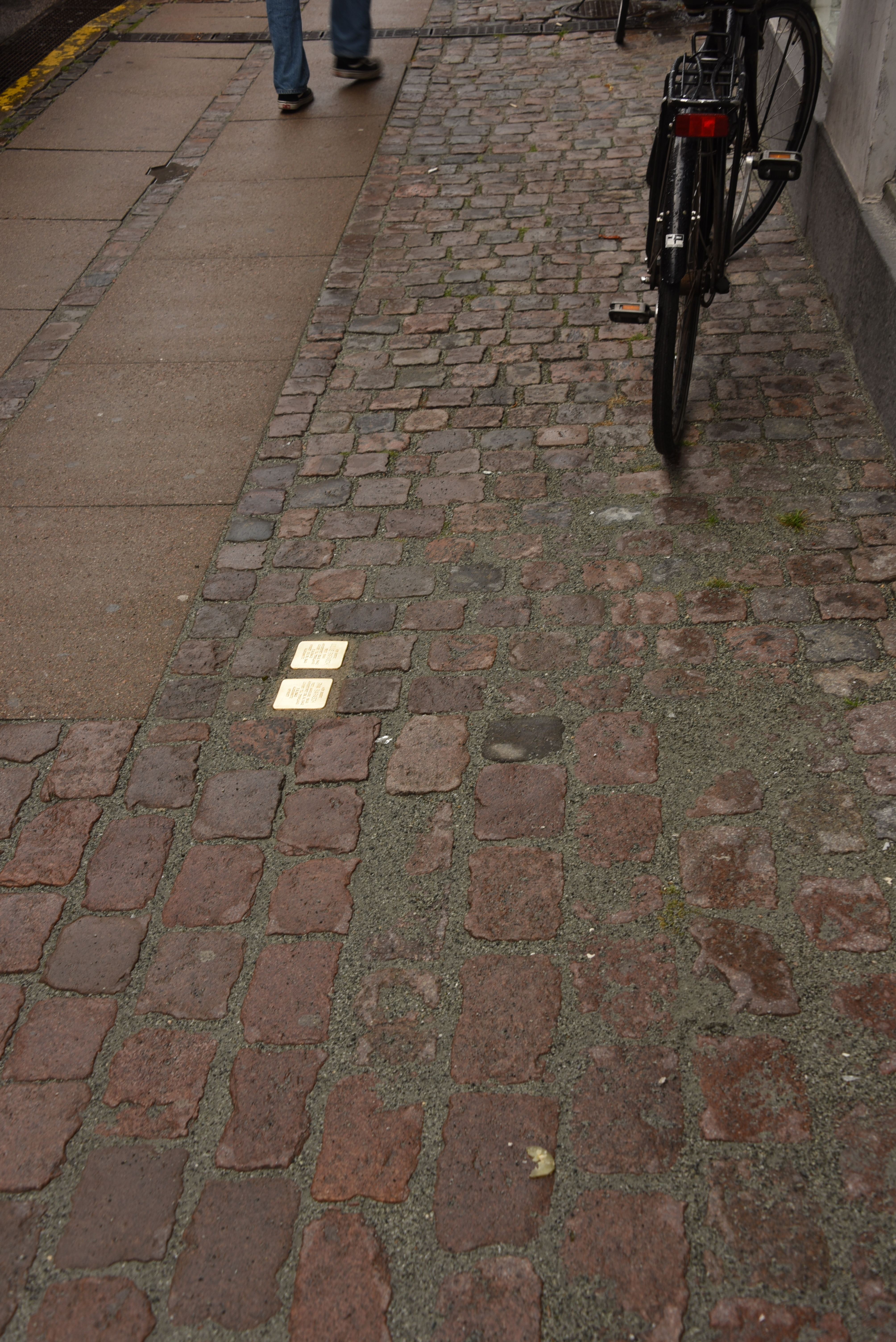
Stolpersteine in Kopenhagen

Die Liste der Stolpersteine im Großraum Kopenhagen enthält die Stolpersteine, die in der dänischen Region Hovedstaden verlegt wurden. Stolpersteine erinnern an das Schicksal der Menschen, die von den Nationalsozialisten ermordet, deportiert, vertrieben oder in den Suizid getrieben wurden. Die Stolpersteine wurden vom deutschen Künstler Gunter Demnig konzipiert und werden von ihm in der Regel selbst verlegt. Die Stolpersteine liegen zumeist vor dem letzten selbstgewählten Wohnort des Opfers.
Die ersten Verlegungen in dieser Region erfolgten am 17. Juni 2019 in Frederiksberg und Kopenhagen.

## Verlegte Stolpersteine

### Frederiksberg
In Frederiksberg wurden neun Stolpersteine an sieben Stellen verlegt.
| Stolperstein | Übersetzung | Verlegeort                                | Name, Leben |
| ------------ | --- | ----------------------------------------- | --- |
|              | HIER WOHNTE SAMUEL 'SAM' BESEKOW GEBOREN 1911 VERHAFTET 29.8.1943 INTERNIERT IN HORSERØD FREIGELASSEN 15.10.1943 FLUCHT NACH SCHWEDEN 22.10.1943  | Hollændervej 11 Frederiksberg             | Samuel Besekow (1911–2001) |
|              | HIER WOHNTE ADA ELVIRA BOMHOFF GEB. ALS REICHMANN 1892 UNTERSTÜTZTE DIE WIDERSTANDSBEWEGUNG VERHAFTET 4.9.1944 INTERNIERUNGSLAGER FRØSLEV BEFREIT | Harsdorffsvej/Bomhoffs Have Frederiksberg | Ada Elvira Bomhoff geb. Reichmann wurde am 22. März 1892 in Kopenhagen geboren. Im Oktober 1914 heiratete sie Gunnar Johan Bomhoff, einen studierten Landwirt und Journalisten. Das Paar bekam drei Kinder, Aase (geboren 1915), Helmer (geboren 1916) und Verner (geboren 1918). Ihr Ehemann war ab 1916 als Großhändler tätig und übernahm als Inhaber die Firma A. Reichmann & Co. Nach dem Überfall Hitlerdeutschlands auf Dänemark schloss er sich der Widerstandsorganisation Holger Danske an, er unterstützte deren Arbeit sowohl finanziell als auch logistisch. Ada Bomhoff war nicht direkt in der Widerstandsbewegung aktiv, unterstützte aber ihren Ehemann in allen Belangen. Auch ihr Sohn Helmer und dessen Frau Eva betätigten sich im Widerstand. Die Tochter und der jüngere Sohn mit seiner Familie flüchteten nach Schweden und waren somit in Sicherheit. Als die Bomhoff’sche Villa am 4. September 1944 von der Gestapo gestürmt wurde, wurde Ada Elvira Bomhoff verhaftet und verschleppt, ebenso einer der dort untergebrachten Widerstandskämpfer, Knud Larsen. Ein anderer Widerstandskämpfer, O.B. Bertelsen, wurde zwar verwundet, konnte aber flüchten und sich nach Schweden retten. Der Ehemann war zum Zeitpunkt des Übergriffs nicht im Haus. Am 19. September 1944 geriet Helmer Bomhoff in eine deutsche Straßensperre und wurde angeschossen, konnte aber flüchten. Am 21. Dezember 1944 sprengten die deutschen Besatzer als Racheexempel die Villa, wobei ihr Schwager ums Leben kam. Am 15. Oktober 1944 stürmte die Gestapo die Villa des Staatsanwalts Erik Nyegaard am Strandvejen 184, auch er im Widerstand tätig. Dort wurden Gunnar Bomhoff, sein rekonvaleszenter Sohn und dessen Frau sowie der Staatsanwalt verhaftet, in Lagern interniert und erst nach dem Untergang des NS-Regimes befreit. Einzig Gunnar Bomhoff wurde nach Deutschland verschleppt, zuerst in das KZ Dachau, dann nach KZ Neuengamme, wo er am 13. April 1945 umkam. Helmer und Eva Bomhoff konnten das NS-Regime überleben, ließen sich aber 1953 scheiden. Tochter Aase heiratete und wurde Mutter einer Tochter. Sohn Verner heiratete ebenso und bekam vier Kinder. Ada Elvira Bomhoff starb am 11. Oktober 1975 in Frederiksberg. Die Stolpersteine für Sohn Helmer und Schwiegertochter Eva Bomhoff wurden in Kongens Lyngby verlegt, deren letzten frei gewählten Wohnort. |
|              | HIER WOHNTE GUNNAR JOHAN BOMHOFF GEB. 1887 VERHAFTET 18.10.1944 DEPORTIERT 1945 DACHAU ERMORDET 13.4.1945 NEUENGAMME                              | Harsdorffsvej/Bomhoffs Have Frederiksberg | Gunnar Johan Bomhoff wurde am 30. Oktober 1887 in Frederiksberg geboren. Er hatte zumindest einen Bruder, Hakon Heinrich Heiberg Jensen, geboren 1880. Sieben Jahre studierte Gunnar Bomhoff Landwirtschaft. Eine ausgedehnte Studienreise führte ihn 1910–11 nach Norwegen. Danach war er vier Jahre lang bei der Tageszeitung Politiken angestellt. Am 30. Oktober 1914 heiratete er Adda Elvira Fælled-Nielsen. Das Paar bekam drei Kinder, Aase (geb. 1915), Helmer (geb. 1916) und Verner (geb. 1918). Er wurde schließlich 1916 Großhändler und übernahm als Inhaber die Firma A. Reichmann & Co. Nach dem Überfall Hitlerdeutschlands auf sein Land schloss er sich der Widerstandsorganisation Holger Danske an. Er unterstützte deren Arbeit sowohl finanziell als auch logistisch. Führende Widerstandskämpfer, die abgetaucht waren, fanden in seiner Villa Harsdorffsve einen lange Zeit sicheren Unterschlupf. Auch Sohn Helmer und dessen Frau hatten sich der Widerstandsbewegung angeschlossen. Als die Bomhoff’sche Villa am 4. September 1944 von der Gestapo gestürmt wurde, war Gunnar Bomhoff nicht zu Hause. So wurde seine Frau verhaftet und verschleppt, ebenso einer der dort untergebrachten Widerstandskämpfer, Knud Larsen. Ein anderer Widerstandskämpfer, O.B. Bertelsen, wurde zwar verwundet, konnte aber flüchten und sich nach Schweden retten. Am 21. Dezember 1944 sprengten die deutschen Besatzer als Racheexempel Bomhoffs Villa, wobei dessen Bruder umkam. Bereits am 19. September 1944 war sein Sohn Helmer Bomhoff in eine deutsche Straßensperre geraten und angeschossen worden. Am 15. Oktober 1944 kam ein Bomhoff-Kamerad, Jørgen Haagen Schmith, genannt Citronen, nach einem Feuergefecht mit den Deutschen ums Leben. Drei Tage später stürmte die Gestapo die Villa des Staatsanwalts Erik Nyegaard am Strandvejen 184, auch er im Widerstand tätig. Weil keine Waffen im Haus waren, nahm einer der Führer der Widerstandsbewegung, Bent Faurschou-Hviid, genannt Flammen, Zyankali. Er starb an Ort und Stelle. Gunnar Bomhoff, sein rekonvaleszenter Sohn und dessen Frau sowie der Staatsanwalt wurden verhaftet, in Lagern interniert und erst nach dem Untergang des NS-Regimes befreit. Einzig Gunnar Bomhoff wurde nach Deutschland verschleppt, zuerst in das KZ Dachau, dann nach KZ Neuengamme, wo er am 13. April 1945 umkam. Helmer und Eva Bomhoff konnten das NS-Regime überleben, sie ließen sich 1953 scheiden. Tochter Aase heiratete Kaj Bagge Petersen und wurde Mutter einer Tochter. Sohn Verner heiratete ebenso und bekam vier Kinder. Die Stolpersteine für Sohn Helmer und Schwiegertochter Eva Bomhoff wurden in Kongens Lyngby verlegt, ihrem letzten frei gewählten Wohnort. |
|              | HIER WOHNTE CARL JOSEPH GLÜCKSTADT GEBOREN 1882 VERHAFTET 1943 DEPORTIERT THERESIENSTADT UMGEKOMMEN 15.11.1943                                    | Forchhammersvej 5 Frederiksberg           | Carl Joseph Glückstadt wurde am 18. Dezember 1882 in Kopenhagen geboren. Seine Eltern waren der Großhändler Moritz Hartvig Glückstadt (1837–1897) und Rose Pauline geb. Jacobsen (1861–1916). Er hatte zwei jüngere Brüder, Robert Isak (geb. 1883), der nach 12 Wochen starb, und Vilhelm Salomon (1885–1939). Er schloss 1907 ein Studium als Bauingenieur ab und absolvierte danach Lehrgänge in Gärungsphysiologie. Zuerst arbeitete er als Chemiker bei Spritfabrikken Fortuna und der Firma Paul Bergsøe. Am 8. August 1909 heiratete er Olga Johanne geb. Wolff (1886-1976). Sein Bruder war Direktor der Filmgesellschaft Det Skandinavisk-Russiske Handelshus und verpflichtete ihn 1909 als Betriebsleiter. Von 1913 bis 1915 war er technischer Vertreter bei Ing. E. Hirschsprung, danach gründete er eine eigene Beratungsfirma. 1919 schrieb er für Salmonsens Konversationsleksikon einen umfassenden technisch-historischen Artikel zum Stichwort Filme. Er und seine Frau wurden festgenommen und am 13. Oktober 1943 von Horserødlejren mit dem Transport XXV/3 nach Theresienstadt deportiert. Er kam dort am 15. November 1943 ums Leben. Olga Glückstadt überlebte ihren Lageraufenthalt und kehrte nach Dänemark zurück. Sie starb 1976. |
|              | HIER WOHNTE MAX HARTWIG 'GUBBEN' GEBOREN 1867 VERHAFTET 1.10.1943 DEPORTIERT 1943 THERESIENSTADT BEFREIT                                          | Frydendalsvej 33 Frederiksberg            | Max Hartwig (1867–?) |
|              | HIER WOHNTE ROSE HARTWIG GEB. SALOMON 1880 VERHAFTET 1.10.1943 DEPORTIERT 1943 THERESIENSTADT ERMORDET 25.2.1944                                  | Frydendalsvej 33                          | Rosa Hartwig (1880–1944) |
|              | HIER WOHNTE IRMA HERTZ GEB. ALS LEVY 1878 VERHAFTET 7.10.1943 DEPORTIERT THERESIENSTADT UMGEKOMMEN 21.12.1943                                     | Vordruffslund 3 Frederiksberg             | Irma Hertz geb. Levy wurde am 21. Dezember 1878 in Heilbronn am Neckar in Deutschland geboren. Im Snublesten-Artikel zur Person wird sie als „eine echte Frederiksberger Bürgerin“ beschrieben. Sie war mit Edmund Emanuel Hertz verheiratet und lebte am Niels Ebbesensvej, später am Gammel Kongevej und zuletzt im Vodroffslund. Das Paar hatte zumindest drei Töchter – Helene, Ellen und Inger. Als sich die NS-Besatzer im Oktober 1943 anschickten, alle Juden des Landes zu verhaften und zu deportieren, war sie bereits Witwe. Sie rief ihre Töchter Helene und Ellen nach Gilleleje, ebenso Helenes Ehemann, Kinder, Schwägerin und Schwiegermutter. Geplant war, dass die ganze Familie mit einem Fischerboot nach Schweden übersetzen sollte. Die Familie versammelte sich bei Freunden in Holte und begab sich auf den Weg zum Hafen. Dann kam die Warnung, dass die Deutschen kommen. Auf der Hauptstraße öffnete eine Frau ihre Tür und bot der Familie an, sie am Dachboden zu verstecken. Irma Hertz und ihre Tochter Ellen fanden Zuflucht in der Kirche von Gilleleje. Am Dachboden wurden kurzfristig achtzig Juden einquartiert. Verraten von einem dänischen Mädchen kamen die Deutschen am Morgen des 7. Oktober 1943 und verhafteten alle. Nur Ellen wollten sie gehen lassen, weil sie mit einem nichtjüdischen Mann verheiratet war. Sie wollte bei ihrer Mutter bleiben, doch Irma Hertz schickte sie fort. Die Kirchenflüchtlinge wurden am 13. Oktober 1943 nach Theresienstadt deportiert. Die an Diabetes erkrankte Irma Hertz konnte die harten Bedingungen im Lager ohne Insulin nicht meistern. Sie starb am 21. Dezember 1943, ihrem Geburtstag. Die Töchter konnten die Shoah überleben, auch Inger, die einen anderen Fluchtweg gewählt hatte. Nach Schweden flüchten und überleben konnten auch Helenes Ehemann Svend Abrahamsen und die beiden Kinder Finn und Kirsten, Helenes Schwägerin, Henny Abrahamsen, und ihre Schwiegermutter, Mathilde Abrahamsen. |
|              | HIER WOHNTE GABRIELLE SALMONSEN GEB. HEIMANN 1855 VERHAFTET 2.10.1943 DEPORTIERT 1943 THERESIENSTADT UMGEKOMMEN 10.2.1944                         | Bianco Lunos Allé 1 Frederiksberg         | Gabrielle Salmonsen geb. Heimann wurde am 25. Oktober 1855 in Kopenhagen geboren. Sie war die Tochter des Metzgers Salomon Heimann und dessen Frau, Rikke geb. Texiere. 1879 heiratete sie den Großhändler Daniel Salmonsen aus Nyborg. Das Paar bekam eine Tochter, Dina (geb. 1880). Der Ehemann starb bereits 1882 und machte die junge Frau von gerade 27 Jahren zur Witwe. Sie heiratete nicht wieder. Ihre Tochter wurde erwachsen. Sie heiratete den Inspektor Axel Marcus Meyer und hatte mit ihm zwei Kinder, Edith und Børge. Gabrielle Salmonsen zog zu ihrer Tochter und ihrem Schwiegersohn in die Bianco Lunos Allé in Frederiksberg, wo sie den Rest ihres Lebens verbringen sollte. Ihre Urenkelin Flemming Cohn erinnerte sich an die liebenswerte Dame im langen schwarzen Kleid, mit Brille, die im Salon saß und stickte. Als die Familie Ende September 1943 Vorbereitungen zur Flucht traf, wurde entschieden, der 88-jährigen Frau die Strapazen einer Flucht nicht zuzumuten. Niemand konnte sich vorstellen, dass die Deutschen eine Frau im biblischen Alter verhaften und verschleppen würden. Die Familie brachte die alte Dame in das Pensionat Fønss in Taarbæk. Am 2. Oktober 1943 wurden dort sie und andere ältere Juden verhaftet und mit dem Transport Nr. 2 nach Theresienstadt deportiert. Sie bekam die Transportnummer 166, traf am 5. Oktober 1943 im Konzentrationslager ein und verlor dort nach etwas mehr als vier Monaten KZ-Haft ihr Leben am 10. Februar 1944. Die Verwandten hatten sich nach Schweden retten können. Postkarten ihrer Tochter Dina wurden unbeantwortet retourniert. Ihr Urenkel Allan Cohn Shapiro beschreibt das Trauma seiner Familiengeschichte wie folgt: „Ich habe immer den Schmerz und den Stolz meines Vaters gespürt, die Geschichte ohne Angst und mit starker Empörung erzählen zu können.“ Er ergänzte: „Im Judentum heißt es, dass ein Mensch zweimal stirbt: das erste Mal, wenn er physisch stirbt, und das zweiten Mal, wenn die Leute aufhören, über den Verstorbenen zu sprechen. Ihr Leben hat unser Leben beeinflusst. Wir sind stolz und erinnern uns gerne an sie. Die Entscheidung unserer Familie, sie im Oktober 1943 in der Pension Fønss zu lassen, war schicksalhaft und hinterließ die Familie in stillem Kummer und Schmerz.“ |
|              | HIER WOHNTE JACOB THALMAY GEBOREN 1904 DEPORTIERT 1944 SACHSENHAUSEN AUSCHWITZ UMGEKOMMEN 9.3.1945 TODESMARSCH NACH MELK                          | Carl Plougsvej 7 · Frederiksberg ·        | Jacob Thalmay wurde am 21. Januar 1904 in Warschau geboren. Seine Eltern waren Lipa und Hannah Thalmay. Er hatte vier Geschwister. Die Familie kam 1905 nach Dänemark. Der Inhaber eines Optiker-Geschäftes im Zentrum von Kopenhagen war musikalisch und beherrschte mehrere Sprachen. 1934 heiratete er Johanne, geborene Bornstein. Das Paar hatte einen Sohn Bent (geboren 1935). Jacob Thalmay beteiligte sich unter dem Decknamen Bent Jacobsen am dänischen Widerstand gegen die deutschen Besatzungstruppen, sowohl an Sabotageakten und der Verbreitung illegaler Schriften, als auch beim Verstecken von gefährdeten Personen und in der Fluchthilfe. 1943 sorgte er dafür, dass seine Frau und sein Sohn mit einem Boot nach Schweden in Sicherheit gebracht wurden. Er selbst blieb in Dänemark, um seine Widerstandstätigkeit fortzusetzen. Nachdem er erfahren hatte, dass einige Verwandte verhaftet und in das Konzentrationslager Theresienstadt deportiert worden waren, zog er eine NS-Uniform an und sprach im Hauptquartier der Gestapo vor. Er wollte erreichen, dass die Verwandten wieder nach Dänemark zurückgebracht werden. Seine Verkleidung wurde jedoch von einem dänisch-isländischen Kollaborateur des NS-Regimes, einem früheren Nachbarn, enttarnt. Jacob Thalmay wurde von der Gestapo verhaftet und in mehreren dänischen Gefängnissen interniert. Er wurde schließlich in das KZ Sachsenhausen deportiert und am 20. August 1944 nach Auschwitz überstellt. Anfang 1945 musste er einen Todesmarsch Richtung Mauthausen antreten. Am 9. März 1945 brach er im Außenlager Melk zusammen und starb. Eine Gedenktafel im Gedenkhain in Ryvangen erinnert an Jacob Thalmay. |

### Gentofte
In Gentofte wurden neun Stolpersteine an sieben Adressen verlegt.
| Stolperstein | Übersetzung | Verlegeort                                   | Name, Leben |
| ------------ | --- | -------------------------------------------- | --- |
|              | HIER WOHNTE EMIL VALDEMR ABRAHAMSON GEBOREN 1867 VERHAFTET 1.10.1943 DEPORTIERT THERESIENSTADT ERMORDET 15.10.1943                                          | Strandvejen 191 Baustelle Sep. 2022 Hellerup | Emil Valdemar Abrahamson wurde am 12. Oktober 1867 in Kopenhagen geboren. Er war das einzige Kind von Carl Frederik Kjerstrup (1828–1885) und Bolette geb. Abrahamson (1821–1910). Sein Vater war Steinmetz und Bildhauer. Er besuchte die Freie Schule für Jungen des mosaischen Glaubens. 1881 ließen sich die Eltern scheiden. 1883 feierte er seine Bar Mitzwa. 1886 gründete er eine Handelsagentur, 1891 wurde er zum Großhändler. Im selben Jahr heiratete er Jenny Eugenie Nielsen (1869). Das Paar bekam zwei Söhne, Edgar (1892) und Sigurd (1900). Seine Firma florierte, sie trug seine Initialen, EVA. Er handelte mit Farbstoffen und Chemikalien – sowohl für die Textil- und Lederindustrie als auch für Landwirtschaft und Gartenbau. Er exportierte nach Norwegen, Schweden, Finnland und Russland. Nach einer Scheidung heiratete er 1914 Betty Hansson Helgesson (1889–1942), die aus Schweden stammte. Neuerlich bekam er zwei Söhne, Helge Erik (1915–1941) und Peer (geboren 1917). Beim Landmandsbanken-Crash 1922/23 verlor er Millionen. Er musste die elegante Sommervilla Røntofte auf dem Bøgebakken in Snekkersten verkaufen und das Inventar versteigern lassen. Nach der Bewältigung dieser Krise ließ er sich im Oktober 1927 zum 60. Geburtstag feiern – als „fröhlicher, geselliger Mann“. 1938 musste er – auf Druck der I.G. Farben, des wichtigsten Geschäftspartners – aus der eigenen Firma ausscheiden, denn die I.G. Farben beugten sich der nationalsozialistischen Rassendoktrin und wollten auch im Ausland mit Juden keine Geschäfte mehr machen. Zu diesem Zeitpunkt betrug der geschätzte Wert des Unternehmens 10,6 Millionen Dänische Kronen. |
|              | HIER WOHNTE ALEXANDER BENNY CORDOSA GEBOREN 1863 VERHAFTET 2.10.1943 DEPORTIERT THERESIENSTADT ERMORDET 13.11.1943                                          | Sundvej 6 Hellerup                           | Alexander Benny Cordosa wurde 1863 geboren, blieb unverheiratet und lebte mit seiner ebenfalls unverheirateten Schwester Regitze in Hellerup. Die Geschwister waren Einwanderer der dritten Generation aus Dänisch-Westindien. Ihre Eltern waren der Schneider Benny Abraham Cordosa, gestorben 1877, und Caroline Amalie geb. Cohn, gestorben 1890. Ihr Großvater, Abraham Cordosa, gestorben 1830, war Zigarrenfabrikant. Das Geschwisterpaar wurde am 2. Oktober 1943 verhaftet und daraufhin in das KZ Theresienstadt verschleppt. Beide starben rasch nach ihrer Ankunft, Regitze am 20. Oktober, Alexander Benny am 13. November 1943. |
|              | HIER WOHNTE REGITZE CORDOSA GEBOREN 1863 VERHAFTET 2.10.1943 DEPORTIERT THERESIENSTADT ERMORDET 20.10.1943                                                  | Sundvej 6 Hellerup                           | Regitze Cordosa wurde 1863 geboren, blieb unverheiratet und lebte mit ihrem ebenfalls unverheirateten Bruder Alexander Benny in Hellerup. Die Geschwister waren Einwanderer der dritten Generation aus Dänisch-Westindien. Ihre Eltern waren der Schneider Benny Abraham Cordosa, gestorben 1877, und Caroline Amalie geb. Cohn, gestorben 1890. Ihr Großvater, Abraham Cordosa, gestorben 1830, war Zigarrenfabrikant. Das Geschwisterpaar wurde am 2. Oktober 1943 verhaftet und daraufhin in das KZ Theresienstadt verschleppt. Beide starben rasch nach ihrer Ankunft, Regitze am 20. Oktober, Alexander Benny am 13. November 1943. |
|              | HIER WOHNTE KAJ JAMES CORDOSA NAGLER GEBOREN 1895 VERHAFTET 2.10.1943 DEPORTIERT 1943 THERESIENSTADT BEFREIT                                                | Gentoftegade 4 Gentofte                      | Kaj James Cordosa Nagler wurde am 1. Januar 1895 in Kopenhagen geboren. Seine Eltern waren Louis Cordosa, gestorben 1914, und Walentine Wilhelmine geb. Nagler, gestorben 1923. Alexander Benny und Regitze Cordosa waren Cousin und Cousine. Er heiratete und bekam eine Tochter, Marianne Miriam. Die Familie wohnte im Haus Vældegårdsvej, heute Gentoftegade 4. Dorthin kam am 2. Oktober 1943 nachts die Gestapo holten Kaj James Cordosa Nagler ab. Er kehrte zurück. Die erste Ehe wurde geschieden. Er heiratete sodann eine Ungarin, mit welcher er einen Sohn bekam, Thomas, geboren 1947. Kaj James Cordosa Nagler starb 29. September 1964. |
|              | HIER WOHNTE ALFRED HEYMANN GEBOREN 1856 VERHAFTET 1.10.1943 DEPORTIERT 1943 THERESIENSTADT ERMORDET 21.5.1944                                               | Lille Strandvej 18B Hellerup                 | Alfred Heymann wurde am 24. Oktober 1856 in Assens geboren. Seine Eltern waren Henrik Abraham Heyman (1815-1905) und Edel geborene Cohn (1827 – 1902). Spätestens ab 1860 lebte er als Pflegekind in Frederiksberg bei Isac Abraham Cohen, aber 1922 lebte er in der Nähe von Kopenhagen. Er war Grossist von Beruf und arbeitete als solcher bis ins hohe Alter. Am 1. Oktober 1943 wurde er verhaftet und nach Theresienstadt deportiert. Alfred Heymann verlor dort am 21. Mai 1944 sein Leben. |
|              | HIER WOHNTE NIELS HAAE LAUB GEBOREN 1924 VERHAFTET 14.10.1944 GEFÄNGNIS VESTRE DEPORTIERT 1945 NEUENGAMME DESSAUER UFER BULLENHUSER DAMM ERMORDET 28.3.1945 | Henningsens Allé 19 Hellerup                 | Niels Haae Laub (1924–1945) |
|              | HIER WOHNTE WILHELM HAAE LAUB GEBOREN 1887 WIDERSTANDSKÄMPFER ERSCHOSSEN IN SEINEM HAUS 16.2.1945                                                           | Henningsens Allé 19 Hellerup                 | Wilhelm Laub (1887–1945) |
|              | HIER WOHNTE WILLIE WILLIAM LEVYSOHN GEBOREN 1889 VERHAFTET 29.8.1943 DEPORTIERT 1943 THERESIENSTADT UMGEKOMMEN 16.3.1944                                    | Sølystparken 1 Gentofte                      | Willie William Levysohn wurde am 20. Mai 1889 in Kopenhagen geboren. Seine Eltern waren William Levysohn und Emma geb. Seligmann. Er absolvierte seine Ausbildung im Londoner und Hamburger Bankenwesen, kehrte nach Hause zurück und übernahm das Großhandelsgeschäft seines Vaters, Engelhardt und Lohse. Er trug stets Melone – er hatte mehrere Exemplare in verschiedenen Farben – und galt als bekannte Figur im Straßenleben der Stadt. Er übernahm einige Ehrenämter und Funktionen in Berufsverbänden. 1921 heiratete er Ebba Margrethe geb. Israel. Das Paar hatte eine Tochter, Kate (geb. 1928). Im Jahr 1937 ließ das Ehepaar eine Villa im Sølystparken in der Gemeinde Gentofte errichten. Nach Ausbruch des Zweiten Weltkriegs gingen die Geschäfte schlecht, doch kündigte er seine Mitarbeiter nicht. Er besorgte einige Spiele für die Angestellten, um die Leerläufe in der Firma zu überbrücken. Seine Tochter verfasste den Text über ihn, der auf der dänischen Snublesten-Website abgedruckt ist. Darin beschreibt sie ihn „als großen Humanisten, als Freund und Wohltäter seiner Freunde.“ Seine umfassende Bildung führte zum Bonmot, in seiner Nähe bräuchte man Salmonsens Konversationsleksikon nicht, man könne ihn fragen. Er war auch sehr musikalisch und bildete mit zwei Jugendfreunden ein Streichtrio. Seiner Tochter versuchte er seine Liebe zur Literatur und zur Musik zu vermitteln. Als sie zehn Jahre war, besuchte er mit ihr Die lustigen Weiber von Windsor, eine Oper von Otto Nicolai. Er wurde am 29. August 1943 verhaftet und am 14. Oktober 1943 mit dem Transport XXV/3 nach Theresienstadt deportiert. Seine Transportnummer war 173. Willie William Levysohn kam am 16. März 1944 in Theresienstadt ums Leben. Seine Tochter konnte die Shoah überleben. |
|              | HIER WOHNTE ROSE WULFF GEBOREN 1878 ALS SALOMONSEN VERHAFTET 1.10.1943 DEPORTIERT 1943 THERESIENSTADT ERMORDET 7.2.1944                                     | Ahlmanns Allé 2 Hellerup                     | Rose Wulff geb. Salomonsen wurde am 9. November 1878 in Kopenhagen geboren. Ihre Eltern waren Moritz Salomonsen (1834–1909) und Rebekka geb. Raffel (1842–1924). Sie hatte vier Schwestern und zwei Brüder. Am 7. Februar 1909 heiratete sie Hugo Wulff, geboren 1878 in Hamburg, konvertiert zum Christentum. Das Paar hatte einen Sohn, Jørgen, geboren 1909. Hugo Wulff war Diplom-Ingenieur und arbeitete bei der Deutschen Botschaft. In den Jahren 1920 bis 1933 lebte die Familie in Deutschland. Nach ihrer Rückkehr wohnten sie in der Ahlmanns Allé 2. Das Ehepaar wurde am 1. Oktober 1943 verhaftet und in das Konzentrationslager Theresienstadt verschleppt, ebenso der Sohn, obwohl er mit einer nicht-jüdische Frau verheiratet war. Rose Wulff kam am 2. Februar 1944 in Theresienstadt ums Leben. Hugo und Jørgen Wulff, beide staatenlos, überlebten die Shoah. 1945 kehrten sie mit den Weißen Bussen nach Dänemark zurück. Der Sohn wurde 1947 dänischer Staatsbürger, der Witwer starb 1949. Den Organisatoren der Stolpersteine war es nicht möglich, Nachkommen zu finden. |

### Kongens Lyngby
In Kongens Lyngby wurden zwei Stolpersteine an einer Anschrift verlegt.
| Stolperstein | Übersetzung | Verlegeort       | Name, Leben |
| ------------ | --- | ---------------- | --- |
|              | HIER WOHNTE ELISABETH BOMHOFF GEB. ALS NIELSEN 1912 UNTERSTÜTZTE DIE WIDERSTANDSBEWEGUNG VERHAFTET 18.10.1944 INTERNIERUNGSLAGER FRØSLEV BEFREIT | Langs Hegnet 28B | Elisabeth Bomhoff geb. Nielsen wurde am 8. März 1912 in Faxe Ladeplads geboren. Sie wurde „Lis“ gerufen. Als junges Mädchen machte sie eine Lehre im Kaufhaus Illum. In erster Ehe heiratete sie Preben Nielsen, der ein Tanzinstitut leitete, 1940 in zweiter Ehe Helmer Bomhoff, der später Staatsanwalt werden sollte. Hochzeitsgeschenk erhielten sie und ihr Ehemann von dessen Vater eine Villa in Hjortekær bei Dyrehaven. Sie schloss sich – ebenso wie ihr zweiter Ehemann und ihr Schwiegervater – der Widerstandsgruppe Holger Danske an, nachdem Hitlerdeutschland das Land überfallen hatte. Die Villa war bestens geeignet für die Unterbringung von untergetauchten Kameraden. Dies erfolgte auch unter erheblichem Risiko für die Eheleute. Im September 1944 wurde ihr Ehemann bei der Flucht von deutschen Militärkräften angeschossen. Er konnte operiert und gerettet werden. Doch am 18. Oktober 1944 wurden Elisabeth und Helmer Bomhoff festgenommen, in Lagern interniert und erst nach dem Untergang des NS-Regimes befreit. Der ebenfalls verhaftete Schwiegervater Gunnar Bomhoff starb am 13. April 1945 in deutscher Lagerhaft. Auch einige befreunde Widerstandskämpfer wurden von NS-Leuten ermordet. Ihre zweite Ehe scheiterte im Jahr 1953. Sie wurde 102 Jahre alt und starb am 28. Mai 2014 in Charlottenlund. |
|              | HIER WOHNTE HELMER BOMHOFF GEB. 1916 UNTERSTÜTZTE DIE WIDERSTANDSBEWEGUNG VERHAFTET 18.10.1944 INTERNIERUNGSLAGER FRØSLEV BEFREIT                | Langs Hegnet 28B | Helmer Bomhoff wurde am 28. August 1916 in Frederiksberg geboren. Seine Eltern waren der Großhändler Gunnar Bomhoff und Ada Elvira geb. Reichmann. Er heiratete Elisabeth geb. Nielsen. Sein Vater, er und seine Frau wurden nach der Besetzung Dänemarks durch Hitlerdeutschland zu überzeugten Widerstandskämpfern, die auch das Risiko nicht scheuten. Die Villa des Paares in Hjortekær bei Dyrehaven bot in der Zeit der Besatzung vielen Widerstandskämpfern Unterschlupf, darunter bekannte Namen wie Bent Faurschou-Hviid, genannt Flammen, Jørgen Haagen Schmith, genannt Citronen, und Frode Jakobsen. Am 19. September 1944 wurde Helmer Bomhoff – gemeinsam mit Citronen, der Polizeiuniform trug – an einer deutschen Straßensperre in Kopenhagen festgenommen. Es gelang ihnen die Flucht, doch Bomhoff erlitt eine Schussverletzung. Er wurde ins Krankenhaus Frederiksberg gebracht und operiert. Helmer und Elisabeth Bomhoff wurden später von der Gestapo festgenommen, ebenso sein Vater. Sie waren erst in Vestre Fængsel interniert, später im Internierungslager Frøslev. Das Ehepaar überlebte die Okkupationszeit und die Herrschaft der Nazis. Helmer Bomhoff Vater hingegen kam am 13. April 1945 ums Leben. Auch Flammen und Citronen wurden vom NS-Regime ermordet. Helmer und Elisabeth Bomhoff ließen sich 1953 scheiden. Helmer Bomhoff arbeitete als Staatsanwalt, er starb am 4. April 1998. Stolpersteine wurden auch für seine Eltern verlegt, sie finden sich in Frederiksberg. |

### Kopenhagen
Bis August 2021 wurden in Kopenhagen mindestens 34 Stolpersteine an 26 Anschriften verlegt.
| Stolperstein | Übersetzung | Verlegeort                  | Name, Leben |
| ------------ | --- | --------------------------- | --- |
|              | HIER WOHNTE ARTHUR ASHER GEBOREN 1881 DEPORTIERT 1943 THERESIENSTADT UMGEKOMMEN 5.10.1943                                                         | Løgstørgade 19              | Arthur Ascher wurde am 31. Oktober 1881 in Bremen geboren. Seine Eltern waren Elias Ascher and Rosalie Rebekka geb. Friede (1857–1919). Er hatte zumindest drei Geschwister, darunter Jonas (geb. 1880) und Walter (1898–1970). Er verdiente seinen Lebensunterhalt als Eigner einiger Küstenmotorschiffe, die entlang der niederländischen, belgischen, deutschen und dänischen Küste verkehrten. Er heiratete Sarah geb. Reiss, genannt Selma, die am 6. Mai 1886 in Londoner Stadtteil Whitechapel geboren wurde. Das Ehepaar hatte zwei Töchter, Ellen (geb. 1912) und Irmgard (geb. 1918). Als sich der Verfolgungsdruck gegen Juden in Deutschland verschlimmerte, übersiedelte die Familie nach Dänemark, wo sie Kontakte hatten. Ihre letzte Adresse in Dänemark war die Løgstørgade 19 in Østerbro in Kopenhagen. Als die Deutschen schließlich Dänemark besetzten, brachte Arthur Ascher zuerst seine Familie in Sicherheit. Der älteren Tochter wurde die Emigration nach England ermöglicht, Ehefrau und jüngere Tochter flüchteten nach Schweden. Er selbst musste in Kopenhagen noch einige Geschäfte abwickeln und wollte nach Schweden nachkommen. Er wurde jedoch verhaftet und mit dem Transport XXV/2 auf dem Schiff Wartheland, das am 2. Oktober 1943 von Kopenhagen auslief, nach Theresienstadt deportiert. An Bord waren 198 Gefangene. Arthur Ascher starb am 5. Oktober 1943, wahrscheinlich auf dem Weg nach Theresienstadt. Die Todesursache ist unbekannt. Ehefrau und Töchter konnten die Shoah überleben. Die Biografie zu seinem Stolperstein wurde von Jean Ascher verfasst, einem Enkelkind. |
|              | HIER WOHNTE IRMA BARASCH GEBOREN 1893 ALS MARCUSE VERHAFTET 29.8.1942 ABGESCHOBEN NACH DEUTSCHLAND 7.9.1942 AUSCHWITZ ERMORDET                    | Nørregade 27 ·              | Irma Barasch, geborene Marcuse, wurde am 9. Juni 1893 in Wriezen geboren. Sie war Buchhalterin und verheiratet mit Julius Barasch (siehe unten). Das Paar lebte eine Zeit lang in Dänemark. Irma Barasch und ihr Mann wurden am 29. August 1942 auf Grund der politischen Aktivitäten ihres Mannes verhaftet und am 7. September 1942 nach Deutschland abgeschoben. Sie kam in ein Sammellager für Juden in die Große Hamburgerstraße und wurden von hier am 26. Februar 1943 mit dem Transport Nr. 30 nach Auschwitz deportiert. Irma Barasch wurde in Auschwitz ermordet, vermutlich am Tag ihrer Ankunft. Auch ihr Ehemann wurde nach Auschwitz deportiert und ermordet. |
|              | HIER WOHNTE JULIUS BARASCH GEBOREN 1898 VERHAFTET 29.8.1942 ABGESCHOBEN NACH DEUTSCHLAND 7.9.1942 ERMORDET 23.10.1943 AUSCHWITZ                   | Nørregade 27 ·              | Julius Barasch wurde am 25. Mai 1898 in Hamburg geboren. Die Familie stammte ursprünglich aus Rendsburg. Seine Eltern waren Simon und Clara Barasch. Beide wurden in Dänemark geboren und ihre Familien hatten lange Zeit in Süddänemark gelebt. Julius Barasch hatte zumindest eine Schwester. Er studierte Jura und Volkswirtschaft, schloss jedoch die Studien nicht ab. Im Ersten Weltkrieg diente er im Deutschen Heer. Nach dem Krieg war er als Journalist beim Berliner Tageblatt angestellt. Ab 1929 führte er ein eigenes Korrespondenz- und Beratungsbüro in Berlin. Er heiratete Irma Marcuse, eine Buchhalterin (siehe oben). Während seiner Tätigkeit für das Berliner Tageblatt schrieb er eine Rezension eines antisemitischen Buches von Artur Dinter, eines völkischen Politikers. Julius Barasch wollte beweisen, dass Dinter Zitate gefälscht hatte. 1931 kam es zu einem Prozess, bei dem das Berliner Gericht den Artikel als verleumderisch einstufte und den Herausgeber der Zeitung zu einer Geldstrafe von 1200 Mark und Julius Barasch zu einer Geldstrafe von 500 Mark verurteilte. 1933 kam die SA zu Barasch, als er gerade nicht anwesend war. Der Herausgeber des Berliner Tageblatt war zu diesem Zeitpunkt schon verhaftet wurden. Die Baraschs flüchteten nach Frankreich. Nach fünf Monaten gingen sie nach Dänemark, wo sie am 4. Oktober 1933 in Esbjerg ankamen und als Flüchtlinge anerkannt wurden. Baraschs Schwester und Mutter wanderten 1936 nach Sydney aus (Baraschs Vater war bereits 1933 verstorben). Julius Barasch und seine Frau wollten ihnen folgen, doch zwei Anträge wurden abgelehnt. Julius Barasch und seine Frau lebten in Dänemark in einem Emigrantenheim und bekamen Sozialhilfe. Barasch konnte nur wenige Zeitungsartikel verkaufen. Ab 1938 kämpfte das Paar um Arbeitserlaubnisse, erhielt aber keine. Mit einer gespendeten Schreibmaschine schrieb er für andere Emigranten Bewerbungen und verdiente sich so Geld dazu. 1937 war Barasch Hauptverantwortlicher einer Ausstellung über den Spanischen Bürgerkrieg und geriet unter anderem dadurch wieder besonders in den Fokus der Polizei. Am 29. August 1942 wird Barasch schließlich auf Grund seiner politischen Aktivitäten verhaftet und am 7. September 1942 zusammen mit seiner Frau nach Deutschland abgeschoben. Sie kamen in Warnemünde an und wurden von dort nach Berlin verbracht. Baraschs Frau kam in ein Sammellager und wurde im Februar 1943 nach Auschwitz deportiert und dort ermordet. Auch Julius Barasch wurde zu einem unbekannten Zeitpunkt nach Auschwitz deportiert und wurde hier am 23. Oktober 1943 ermordet. |
|              | HIER WOHNTE BLUME BLENDA BECKER GEB. ALS BECKER 1883 VERHAFTET 1.10.1943 DEPORTIERT 1943 THERESIENSTADT BEFREIT                                   | Thorshavnsgade 28           | Blume Blenda Becker wurde 1883 geboren. Sie heiratete Salomon Moses Becker (geb. 1880). Das Ehepaar wurde am 6. Oktober 1943 mit dem Transport XXV/2 von Dänemark nach Theresienstadt deportiert. Ihr Ehemann kam am 22. Februar 1944 in Theresienstadt ums Leben. Sie selbst konnte die KZ-Haft überleben, wurde in den letzten Tagen der NS-Herrschaft freigekauft und mit den Weißen Bussen des Grafen Folke Bernadotte in Sicherheit gebracht. Sie starb 1961. Ihre Enkeltochter Birthe Kroll war der Verlegung der Stolpersteine für ihre Großeltern anwesend. Ihre Großmutter sprach nie über die KZ-Haft und was dort geschah. „Es war, als läge es nicht in der Luft, dass wir darüber gesprochen haben. Deshalb weiß ich nicht viel über meinen Großvater,“ sagte die Enkeltochter anlässlich der Stolpersteinverlegung. |
|              | HIER WOHNTE SALOMON MOSES BECKER GEBOREN 1880 VERHAFTET 1.10.1943 DEPORTIERT 1943 THERESIENSTADT UMGEKOMMEN 21.2.1944                             | Thorshavnsgade 28           | Salomon Moses Becker wurde am 15. Januar 1880 geboren. Er heiratete Blume Blenda geb. Becker (geb. 1883). Das Ehepaar wurde am 6. Oktober 1943 mit dem Transport XXV/2 von Dänemark nach Theresienstadt deportiert. Die Transportnummer von Salomon Moses Becker war 12. Er kam am 22. Februar 1944 in Theresienstadt ums Leben. Seine Frau konnte die KZ-Haft in Theresienstadt überleben. Sie starb 1961. Seine Enkeltochter war während der Verlegung der Stolpersteine anwesend. |
|              | HIER WOHNTE MARTIN ISIDOR COHEN GEBOREN 1865 VERHAFTET 1.10.1943 DEPORTIERT 1943 THERESIENSTADT ERMORDET 14.10.1943                               | Krystalgade 12              | Martin Isidor Cohen wurde 1865 in Aarhus geboren, er war das zweite von drei Kindern. Seine Schwester Frederikke war mit dem Künstler Immanuel Ibsen verheiratet. Mit der Tochter der beiden, seiner Nichte Astrid, und deren Familie lebte er zwei Jahre zusammen. Spätestens ab 1930 lebte er in einem Jüdischen Altersheim Meyers Minde, wie sich aus einer Volkszählung des Jahres 1930 ergibt. Am 1. Oktober 1943 wurde er von dort nach Theresienstadt deportiert. Martin Isidor Cohen wurde dort am 14. Oktober 1943 ermordet. |
|              | HIER WOHNTE HERSCHEL FISCHEL CHOLEVA GEBOREN 1885 VERHAFTET 4.10.1943 DEPORTIERT 1943 THERESIENSTADT UMGEKOMMEN 17.10.1944                        | Rantzausgade 18 ·           | Herschel Fischel Choleva wurde am 18. Dezember 1885 in Szydłowiec (Polen), geboren. Er war Schneider und kam 1907 nach Dänemark. 1911 heiratete er Jehudit, geborene Zweigenbok (geboren 1885). 1916 wurde Tochter Sulamith geboren. Am 4. Oktober 1943 versteckten sie sich gemeinsam mit rund 20 weiteren Personen in der Säurefabrik von Amager und warteten auf eine Überfahrt nach Schweden. Sie wurden entdeckt und von den Deutschen verhaftet. Die Gruppe kam ins Dagmarhus nach Kopenhagen, zu diesem Zeitpunkt ein von der Gestapo besetztes Gebäude. Die Familie wurde von dort in das Lager Horserød überstellt. Am 12. Oktober wurde Herschel Fischel Choleva zusammen mit 174 anderen Menschen jüdischen Glaubens zum Bahnhof nach Helsingør geführt, von hier fuhr ein Zug am nächsten Tag die Gefangenen nach Gedser. Von dort ging es weiter nach Warnemünde, dann in Viehwaggons nach Theresienstadt, wo der Transport mit der Bezeichnung XXV/3 am 14. Oktober 1943 ankam. Cholevas Transportnummer war die 56. Herschel Fischel Choleva verlor hier am 17. Oktober 1944 sein Leben. Cholevas Tochter Sulamith hat überlebt. In Theresienstadt war sie als Lehrerin tätig. |
|              | HIER WOHNTE WILLY ENGEL GEBOREN 1871 VERHAFTET 1.10.1943 DEPORTIERT 1943 THERESIENSTADT ERMORDET 23.2.1944                                        | Italiensvej 73              | Willy Engel wurde 1871 in Berlin geboren. Im Jahr 1910 heiratete er Alice Lovise Amalie Hertz, im selben Jahr wurde das einzige Kind, Hildegard Rosa, geboren. Willy Engel war Handlungsreisender für eine Teppichfirma, mit seiner Frau betrieb er in Warnemünde eine Pension. Nach der Machtergreifung Hitlers 1933 waren sie gezwungen ihre Pension zu verkaufen. Hildegard Rosa heiratete 1934 Michael Josef Korzen. Dieser wurde 1934 in Warschau geboren, war aber dänischer Nationalität. Das Paar heiratete in Kopenhagen und Willy Engel und seine Frau konnten so nach Dänemark ziehen. Nach dem Tod seiner Ehefrau lebte er bei den Eltern seines Schwiegersohnes. Im Jahr 1943 flüchteten seine Tochter, ihr Mann mit ihren zwei Kindern (Margit, geboren 1936 und Lilian, geboren 1938) sowie den Schwiegereltern nach Schweden. Engel versteckte sich bei einem christlichen Familienmitglied, wollte dies aber nicht gefährden und ging wieder zurück in die Italiensvej. Dort wurde er nachts von Deutschen Soldaten verhaftet und nach Theresienstadt deportiert. Willy Engel verlor am 23. Februar 1944 sein Leben, die Todesursache war Typhus. Seine Tochter und ihre Familie konnten sich retten und überlebten die Shoah. |
|              | HIER WOHNTE GERDA VON ESSEN GEB. ALS NATHANSEN 1856 VERHAFTET 1.10.1943 DEPORTIERT 1943 THERESIENSTADT ERMORDET 28.1.1944                         | Bartholinsgade 1            | Gerda von Essen, geborene Nathansen, wurde am 1. September 1856 in Randers geboren. Ihre Eltern waren Abraham Nathansen (1813 – 1883) und Regine, geborene Wulff (1815 – 1876). Sie heiratete 1884 Axel Julius von Essen (1853-1904). Sie lebten eine Zeit lang in Norwegen. Im Jahr 1905, nach dem Tod ihres Mannes, zog Gerda von Essen nach Kopenhagen. Am 1. Oktober 1943 wurde sie von den Deutschen verhaftet und nach Theresienstadt deportiert. Gerda von Essen wurde dort am 28. Januar 1944 ermordet. |
|              | HIER WOHNTE ADOLF ANTÉ FISCHERMANN GEBOREN 1925 ERTRUNKEN AUF DER FLUCHT NACH SCHWEDEN 8.10.1943                                                  | Bogtrykkervej 43            | Adolf Anté Fischermann wurde am 2. April 1925 in Kopenhagen geboren. Seine Eltern waren Leopold (Leib) Fischermann und Martha, geborene Wigozski. Er hatte fünf Geschwister: Fanny, Robert, Salle, Rebekka und Mogens. Der Familie wurde 1943 mitgeteilt, dass sie das Haus verlassen müssten. Sein Onkel, Inhaber einer Metzgerei, schickte daraufhin einen Gesellen mit 10.000 Kronen, das Geld sollte genutzt werden, um ein Boot nach Schweden zu bezahlen. Der Geselle verschwand mit dem Geld. Die Familie ging zu Freunden, um erstmal dort zu verbleiben, doch Adolf Fischermanns Mutter wurde krank und sein Vater wollte die Freunde nicht mit einer Krankheit belasten und so gingen sie wieder nach Hause. Adolf Fischermann und seine Schwester Fanny gingen am nächsten Tag arbeiten, seine Eltern dachten, dass nur Männer von den Deutschen verhaftet werden würden. Als die SS kam, um die Familie zu verhaften, ließen Salle Fischermann und sein Bruder Mogens den Vater an zusammengebundenen Laken vom Balkon runter und er konnte entkommen. Die Eltern hatten sich geirrt, alle anderen anwesenden Familienmitglieder wurden verhaftet und nach Theresienstadt deportiert. Adolf, Fanny und Leopold Fischermann kauften ein Ruderboot, um mit diesem nach Schweden zu gelangen. Das Boot war morsch, der Boden brach weg. Leopold Fischermann hatte sich beim Sprung, es waren noch fast zwei Stockwerke, weiter reichten die Laken nicht, seinen Rippen verletzt und er ging sofort unter. Sein Sohn tauchte ihm hinterher und versuchte ihn zu retten. Adolf Anté Fischermann ertrank am 8. Oktober 1943 auf der Flucht vor den Nazis beim Versuch seinen Vater zu retten. Seine Schwester konnte sich schwimmend ans Ufer retten, kam zuerst in ein Krankenhaus nach Helsingør und flüchtete dann nach Schweden. Von dort aus schrieb sie Karten nach Theresienstadt im Namen aller drei, um so die Mutter zu schonen. Martha Fischermann und die vier mit ihr deportierten Kinder überlebten Theresienstadt und kamen mit Hilfe der Rettungsaktion der Weißen Busse im Frühjahr nach Schweden, so Fanny ebenfalls zur Familie dazustieß und vom Tod des Vaters und des Bruders berichtete. Die Familie zog wieder nach Kopenhagen, in eine neue Wohnung, da die alte ausgeraubt und neu vermietet worden war. Rebekka Fischermann starb kurz nach dem Krieg, sie hatte Epilepsie. Die drei überlebenden Brüder wurden Ingenieure, Fanny wurde Krankenschwester. |
|              | HIER WOHNTE ELIAS LEOPOLD FISCHERMANN GEBOREN 1894 ERTRUNKEN AUF DER FLUCHT NACH SCHWEDEN 8.10.1943                                               | Bogtrykkervej 43            | Elias Leopold Fischermann Elias Leopold (Leib) Fischermann wurde am 8. August 1894 in Lettland geboren. Seine Eltern waren Anzelim Fischermann und Mera, geborene Brandt und er hatte zumindest einen Bruder. Fischermann heiratete Martha Wigozski, das Paar hatte sechs Kinder: Adolf Anté (geboren 1925), Fanny, Robert, Salle (geboren 1929), Rebekka und Mogens. Die Familie lebte in Kopenhagen. Im Jahr 1943 sollten sie ihr Haus zwangsweise verlassen, sein Bruder, der Inhaber einer Metzgerei war, versuchte ihm mit Geld zu helfen, schickte mit einem Gesellen 10000 Kronen. Geselle und Geld kamen nie an, das rettende Boot nach Schweden konnte nicht besorgt werden. Die Familie ging zu Freunden, doch seine Ehefrau Martha erkrankte und sie wollten die Freunde nicht belasten und sie gingen wieder nach Hause. Leopold Fischermann und seine Frau glaubten, dass nur Männer, also er, verhaftet werden würden. Als die SS am nächsten Tag, dem 2. Oktober 1943, vor der Tür stand, flüchtete nur er. Es wurden schnell Laken zusammengebunden und er kletterte vom Balkon runter, knapp zwei Stockwerke musste er springen, wobei er sich verletzte. Doch die Familie hatte sich geirrt, alle anwesenden Familienmitglieder wurden verhaftet, verschont wurden nur Adolf und Fanny, die beiden Geschwister waren arbeiten. Leopold Fischermanns Ehefrau und vier Kinder wurden nach Theresienstadt deportiert. Er selbst traf Fanny und Leopold und sie konnte ein Boot besorgen, mit dem sie nach Schweden flüchten wollten. Das Boot war morsch und der Boden brach weg. Elias Leopold Fischermann ging sofort unter und ertrank, es war der 8. Oktober 1943. Sein Sohn Adolf versuchte ihn zu retten und tauchte nach ihm, bei dem Versuch ertrank er ebenfalls. Seine Tochter Fanny konnte sich schwimmend ans Uder retten, kam in ein dänisches Krankenhaus und flüchtete dann nach Schweden. An ihre Familie schrieb sie immer wieder im Namen aller drei, verheimlichte den Tod von Vater und Bruder um so die Mutter zu schonen. Martha Fischermann und alle vier deportierten Kinder überlebten das Lager und in Göteborg wurde die Familie wieder vereinigt, zu diesem Zeitpunkt erfuhren auch alle anderen Familienmitglieder das Geschehen. Sie kehrten nach Kopenhagen zurück. Kurze Zeit später starb seine Tochter Rebekka auf Grund ihrer Epilepsie-Erkrankung. Alle Söhne wurden Ingenieure, seine Tochter Fanny wurde Krankenschwester. |
|              | HIER WOHNTE MARTHA FISCHERMANN GEB. ALS WIGOTSKA 1896 VERHAFTET 2.10.1943 DEPORTIERT 1943 THERESIENSTADT BEFREIT                                  | Bogtrykkervej 43            | Martha Fischermann, geborene Wigozski (laut Yad Vashem) wurde 1896 geboren. Sie heiratete Elias Leopold Fischermann, das Paar bekam sechs Kinder: Adolf Anté (geboren 1925), Fanny, Robert, Salle (geboren 1929), Rebekka und Mogens. Die Familie lebte in Kopenhagen. Im Jahr 1943 sollten sie ihr Haus zwangsweise verlassen, ihr Schwager, Inhaber einer Metzgerei, versuchte zu helfen, schickte mit einem Gesellen einen Umschlag mit 10000 Kronen, doch der Geselle verschwand mit dem Geld, das Fluchtboot nach Schweden konnte nicht bezahlt werden und die Familie ging zu Freunden. Martha Fischermann wurde krank und um die Freunde nicht weiter zu belasten ging die Familie zurück nach Hause. Am nächsten Tag, es war der 2. Oktober 1943, stand die SS vor der Tür. Das Ehepaar Fischermann hatte irrtümlich angenommen, dass nur Männer, also einzig Leopold Fischermann, verhaftet werden würden. Dieser rettete sich mit Hilfe von Laken über den Balkon und floh. Der Rest der anwesenden Familie wurde verhaftet. Zwei Kinder, Adolf Anté und Fanny, befanden sich auf Arbeit und wurden nicht verhaftet. Martha und vier ihrer Kinder, Robert, Salle, Rebekka und Mogens wurden nach Theresienstadt deportiert. Im Frühjahr 1945 wurden alle fünf befreit und gelangten mit der Rettungsaktion der Weißen Busse nach Schweden. Dort trafen sie in Göteborg auf Fanny, die erst dann vom Tod des Vaters und des Bruders erzählte. Alle drei waren wollten mit einem Boot nach Schweden fliehen, dieses war morsch und der Boden brach weg. Leopold Fischermann hatte sich bei der Flucht aus dem Haus verletzt, war sofort untergegangen, Adolf Anté versuchte ihn zu retten und ertrank bei dem Versuch ebenfalls. Martha Fischermann kehrte mit den überlebenden Familienmitgliedern nach Kopenhagen zurück, in eine neue Wohnung, die alte war geplündert worden. Es gelang ihr, allen Kindern eine Ausbildung zu ermöglichen. Ihre Tochter Rebekka starb auf Grund einer Epilepsie-Erkrankung kurz nach Ende des Krieges. Ihre Söhne wurden alle Ingenieure, ihre Tochter Fanny Krankenschwester. |
|              | HIER WOHNTE JOSEF FLAMMENBAUM GEB. 1890 VERHAFTET 1.10.1943 DEPORTIERT 1943 THERESIENSTADT ERMORDET 19.2.1944                                     | Heinesgade 1                | Josef Flammenbaum wurde 1890 in Siedlce geboren. Er war Schneider und heiratete 1913 die ebenfalls aus Siedlce stammende Menuche Miller, danach zogen sie nach Dänemark. Hier wurden ihre drei Kinder geboren: Isac (geboren 1914), Jacob (geboren 1917) und Mary (geboren 1919). Am 1. Oktober wurde das Ehepaar verhaftet und am 6. Oktober 1943 mit dem Transport XXV/2 nach Theresienstadt deportiert. Josef Flammenbaum wurde am 19. Februar 1944 ermordet. Seine Frau überlebte die Shoah und gelangte mit der Rettungsaktion der Weißen Busse wieder nach Kopenhagen. Sie starb 1968. Seine beiden Söhne folgten beruflich ihrem Vater und wurden ebenfalls Schneider, sie eröffneten eine Schneiderei und später eine Schneiderei / Chemische Reinigung. |
|              | HIER WOHNTE BØRGE DAUB FOGEL GEBOREN 1913 VERHAFTET 1.10.1943 DEPORTIERT 1943 THERESIENSTADT BEFREIT                                              | Nordre Frihavnsgade 32      | Børge Daub Fogel (1913-) |
|              | HIER WOHNTE EVA FOGEL GEB. LEVIN 1886 VERHAFTET 1.10.1943 DEPORTIERT 1943 THERESIENSTADT BEFREIT                                                  | Nordre Frihavnsgade 32      | Eva Fogel, geborene Levin (1886-) |
|              | HIER WOHNTE NISOP 'NATHAN' FOGEL GEBOREN 1878 VERHAFTET 1.10.1943 DEPORTIERT 1943 THERESIENSTADT BEFREIT                                          | Nordre Frihavnsgade 32      | Nisop Fogel (1878-) |
|              | HIER WOHNTE SONJA DORIS FOGEL GEBOREN 1912 VERHAFTET 1.10.1943 DEPORTIERT 1943 THERESIENSTADT BEFREIT                                             | Nordre Frihavnsgade 32      | Sonja Doris Fogel (1912-) |
|              | HIER WOHNTE ALFRED FÜRST GEBOREN 1905 VERHAFTET 6.10.1943 DEPORTIERT 1943 THERESIENSTADT BEFREIT                                                  | Nansensgade 52              | Alfred Fürst (1905-) |
|              | HIER WOHNTE ANNA NAHAMA FÜRST GEB. LEVIN 1907 VERHAFTET 6.10.1943 DEPORTIERT 1943 THERESIENSTADT BEFREIT                                          | Nansensgade 52              | Anna Nahama Fürst (1907-) |
|              | HENNIE FÜRST GEBOREN 31.3.1944 IN THERESIENSTADT BEFREIT                                                                                          | Nansensgade 52              | Hennie Fürst (1943-) |
|              | HIER WOHNTE LEJA 'LEA' GRÜNBAUM GEB. KATZ 1893 VERHAFTET 4.10.1943 INTERNIERT IN HORSERØD DEPORTIERT 1943 THERESIENSTADT BEFREIT                  | Frederikssundsvej 39        | Leja Grünbaum, geborene Katz (1893-) |
|              | HIER WOHNTE MOSHE 'MOSES' GRÜNBAUM GEBOREN 1882 VERHAFTET 4.10.1943 INTERNIERT IN HORSERØD DEPORTIERT 1943 THERESIENSTADT BEFREIT                 | Frederikssundsvej 39        | Moshe Grünbaum (1882-) |
|              | HIER WOHNTE BLIMA ITZKOWITZ GEB. WARSAWSKI 1861 VERHAFTET 4.10.1943 DEPORTIERT 1943 THERESIENSTADT BEFREIT                                        | Vibevej 45 Kopenhagen       | Blima Itzkowitz, geborene Warsawski (1861-) |
|              | HIER WOHNTE INGE-LISE JENSEN GEBOREN 1936 VERHAFTET 1.10.1943 DEPORTIERT 1943 THERESIENSTADT FREIGEKOMMEN 14.1.1944 MIT HILFE IHRES VATERS        | Nordre Frihavnsgade 32      | Inge-Lise Jensen, geborene Fogel (1917-) |
|              | HIER WOHNTE PAULA GURLI JENSEN GEB. FOGEL 1917 VERHAFTET 1.10.1943 DEPORTIERT 1943 THERESIENSTADT BEFREIT                                         | Nordre Frihavnsgade 32      | Paula Gurli Jensen, geborene Fogel (1917-) |
|              | HIER WOHNTE EGON HENRY JOHANNESEN GEBOREN 1918 FLUCHTHELFER FÜR JUDEN ZU HAUSE ERSCHOSSEN 24.11.1944                                              | Brønshøj, Korsager Allé 38  | Egon Henry Johannesen wurde am 8. August 1918 in Langå geboren. Er absolvierte ein Studium der evangelischen Theologie an der Universität Aarhus. Eine Abhandlung zu einem alttestamentarischen Thema wurde mit einer Goldmedaille ausgezeichnet. Die Abschlussprüfung im Sommer 1943 absolvierte er an der Universität Kopenhagen und erzielte die bislang höchste Punktezahl. Er war an der Rettung der dänischen Juden im Oktober 1943 beteiligt. Im Dezember 1943 wurde er als Reisesekretär von Israelmissionen angestellt, einem christlichen Missionswerk, gegründet 1885 von Frants Buhl und anderen. Er erläuterte die Ziele und Aufgaben der Institution auf Vorträgen in ganz Dänemark. Er war verheiratet. Am 24. November 1944 läutete es an seiner Tür, er öffnete, wurde von zwei unbekannten Männern nach seinem Namen gefragt und auf der Stelle erschossen. Astrid Johannesen, seine Frau, war Augenzeugin. Die Tat zählte zu den sogenannten Ausgleichsmorden, mit denen NS-Sympathisanten Rache nahmen, den Widerstand schwächen und die Bevölkerung verunsichern wollten. |
|              | HIER WOHNTE SCHMUL SENDER JONISCH GEBOREN 1899 DEPORTIERT 1943 THERESIENSTADT ERMORDET MÄRZ 1944 AUSCHWITZ                                        | Sølvgade 34 ·               | Schmul Sender Jonisch, auch Schmuel Sender Jonisch oder Shmuel Zender Jonisch, wurde am 18. März 1899 in Warschau geboren. In den 1920er Jahren zog er nach Berlin. Er war sehr religiös und unverheiratet. Im April 1938 flüchtete er nach Dänemark. Er kam auf illegalem Wege ins Land. Finanzielle Unterstützung erhielt er hier einige Zeit von der Mosaic Faith Society. Von September 1940 bis Juni 1941 arbeitete er in der Arbeitsanstalt Sundholm. Ab August 1941 wohnte er in der Sølvgade 34. Er besuchte regelmäßig die ultraorthodoxe Synagoge Machsike Hadas. Am 4. oder 5. Oktober 1943 wurde Schmul Sender Jonisch von den Deutschen verhaftet und im Lager Horserød interniert. Am 12. Oktober 1943 drehte Paul Hennig einen Film im Lager, in dem Jonisch zu sehen ist. Am Abend desselben Tages wurde er mit 174 weiteren Menschen jüdischen Glaubens zum Bahnhof nach Helsingør geführt, von hier fuhr ein Zug am nächsten Tag die Gefangenen nach Gedser. Von dort ging es weiter nach Warnemünde, dann in Viehwaggons nach Theresienstadt, wo der Transport mit der Bezeichnung XXV/3 am 14. Oktober 1943 ankam. Seine Transportnummer war 52. Als man dem orthodoxen Juden Schmul Jonisch in der Entlausungsanstalt die Haare abschneiden wollte, soll er die Beherrschung verloren haben. Er wurde in der „Nervenheilanstalt“ von Theresienstadt interniert. Auf Grund eines Abkommens zwischen Adolf Eichmann und Werner Best, geschlossen am 1. November 1943, wurden dänische Juden nicht mehr in Vernichtungslager deportiert. Um dies zu umgehen, wurde Jonisch am 20. März 1944 mit 41 weiteren Patienten sowie zwei Krankenschwestern und einem Arzt als psychisch krank mit den Transport Dx (seine Gefangenennummer auf diesem Transport war die 23) nach Auschwitz deportiert. Dort wurde Schmul Sender Jonisch mit einem Großteil der psychisch kranken Patienten sofort nach der Ankunft in einer Gaskammer ermordet. Auch die anderen Deportierten überlebten nicht. Jonisch war der einzige der im Oktober 1943 in Dänemark Verhafteten, der nach Auschwitz gebracht wurde. |
|              | HIER WOHNTE RACHEL KAGAN GEBOREN 1928 VERHAFTET 4.10.1943 INTERNIERT IN HORSERØD DEPORTIERT 1943 THERESIENSTADT BEFREIT                           | Frederikssundsvej 39        | Rachel Kagan (1928-) |
|              | HIER WOHNTE PINKUS KATZ GEBOREN 1875 VERHAFTET 1.10.1943 DEPORTIERT 1943 THERESIENSTADT UMGEKOMMEN 15.3.1944                                      | Ravnsborg Tværgade 3 ·      | Pinkus Katz, auch Pinkhas Katz, wurde am 13. Juli 1875 oder 1876 in Simferopol geboren. 1902 heiratete er Rebekah, geborene Duksin (1884–1976). Das Paar hatte sechs Kinder, zwei vor 1908 geboren, vier weitere wurden in Dänemark geboren, wohin die Familie 1908 gezogen war. Pinkus Katz war Schuster. Die Familie lebte zuerst in der Saxogade 45 und zog dann in die Ravnsborg Tværgade 3. Dort wurden sie zusammen mit der 1911 geborenen Tochter Anna am 1. Oktober 1943 in der Nacht festgenommen. Sie wurden zum Langeliniekaj gebracht, wo sich bereits ihr ältester Sohn Salomon, dessen Frau Chaja und deren Tochter befanden. Die Familie wurde nach Theresienstadt deportiert. Pinkus Katzs Deportationsnummer war die 96. Am 5. Oktober 1943 kam der Transport in Theresienstadt an. Am 15. März oder 16. März 1944 starb Pinkus Katz hier nach langer Krankheit. |
|              | HIER WOHNTE ROSE KIELBERG GEB. GRAFF 1877 VERHAFTET 1.10.1943 DEPORTIERT 1943 THERESIENSTADT ERMORDET 28.3.1944                                   | Vermlandsgade 18 Kopenhagen | Rose Kielberg (1877-1944) |
|              | HIER WOHNTE THORA KROGMANN GEBOREN 1875 ALS WOHLMUTH VERHAFTET 1.10.1943 DEPORTIERT 1943 THERESIENSTADT UMGEKOMMEN 13.8.1944                      | Krystalgade 12 ·            | Thora Therese Krogmann, geborene Wohlmuth, wurde am 13. Februar 1867 in Kopenhagen geboren. Ihre Eltern waren der Zigarrenfabrikant Herman Wohlmuth (geboren 1816) und Bolette, geborene Lublin (23. Februar 1829 – 20. Mai 1914). Thora Krogmann hatte sieben Geschwister. Sie wurde Lithographin und heiratete am 16. Juni 1895 den in Russland geborenen Israel Krogmann (geboren 1860). Dieser war über Schweden nach Dänemark gekommen. Das Ehepaar hatte zwei Söhne: Herman (geboren 1896) und Emanuel (geboren 1898). Im Mai 1912 zog die Familie in das Haus der Meyers Minde-Stiftung. Hier konnten Menschen jüdischen Glaubens frei wohnen. 1916 starb Thora Krogmanns Ehemann. Am 1. Oktober 1943 wurde sie zusammen mit 11 weiteren Bewohnern des Hauses mit dem Transport XXV/2 in das Konzentrationslager Theresienstadt deportiert. Thora Krogmanns Transportnummer war 112. Auch der Pflegesohn ihres Sohnes Emanuel, Leo Säbel (1924–2015), der 1939 mit der Kinder- und Jugend-Alijah aus Leipzig nach Dänemark gekommen war, wurde deportiert. Am 5. Oktober 1943 kam der Transport in Theresienstadt an. Thora Krogmann verlor am 13. August 1944 in Theresienstadt ihr Leben. |
|              | HIER WOHNTE ELIAS LEVIN GEBOREN 1909 VERHAFTET 1.10.1943 DEPORTIERT 1943 THERESIENSTADT BEFREIT                                                   | Nansensgade 19 Kopenhagen   | Elias Levin (1909-) |
|              | HIER WOHNTE NACHMAN SIMCHA LEVIN GEBOREN 1873 VERHAFTET 1.10.1943 DEPORTIERT 1943 THERESIENSTADT BEFREIT                                          | Nansensgade 19 Kopenhagen   | Nachman Simcha Levin (1873-) |
|              | HIER WOHNTE RIFKA REBECCA LEVIN GEBOREN 1901 VERHAFTET 1.10.1943 DEPORTIERT 1943 THERESIENSTADT BEFREIT                                           | Nansensgade 19 Kopenhagen   | Rifka Rebecca Levin (1901-) |
|              | HIER WOHNTE ABRAHAM 'AXEL' MARGOLINSKY GEBOREN 1888 VERHAFTET 29.8.1943 INTERNIERT IN HORSERØD DEPORTIERT 1943 THERESIENSTADT BEFREIT             | Dyrkøb 3 Kopenhagen         | Abraham Margolinsky (1888-) |
|              | HIER WOHNTE TOVE MARGOLINSKY GEB. HEIMANN 1898 FLUCHT NACH SCHWEDEN 4.10.1943                                                                     | Dyrkøb 3 Kopenhagen         | Tove Margolinsky (1898-) |
|              | HIER WOHNTE WILLIAM MELCHIOR GEBOREN 1884 VERHAFTET 1943 DEPORTIERT 1943 THERESIENSTADT ERMORDET 27.2.1944                                        | Lille Strandstræde 26       | William Melchior wurde am 15. oder 16. April 1884 in Kopenhagen geboren. Seine Eltern waren Moritz Jacob Melchior (1841-1907) und Clara Rosalie, geborene Israel (1852-1912). Er hatte vier Geschwister. Im Jahr 1919 heiratete er Sigrid Salomon (geboren 1895). Bei einer Volkszählung 1940 lebte Melchior in der Strandstræde allein, entweder war seine Ehefrau zu dem Zeitpunkt schon tot oder das Paar hatte sich scheiden lassen. Im Oktober 1943 wurde er verhaftet und am 14. Oktober mit dem Transport XXV nach Theresienstadt deportiert. William Melchior wurde am 27. Februar 1944 in Theresienstadt ermordet. |
|              | HIER WOHNTE ROSETTE MEYER GEBOREN 1871 VERHAFTET 1.10.1943 DEPORTIERT 1943 THERESIENSTADT ERMORDET 17.6.1944                                      | Krystalgade 12              | Rosette Meyer |
|              | HIER WOHNTE BIRGER MOURITSEN GEBOREN 1921 VERHAFTET 2.6.1944 DEPORTIERT PORTA WESTFALICA NEUENGAMME ERMORDET 28.11.1944                           | Ribegade 2                  | Birger Mouritsen (1921–1944) |
|              | HIER WOHNTE ROSA NACHEMSOHN GEBOREN 1868 ALS HILLELSOHN VERHAFTET 1.10.1943 DEPORTIERT 1943 THERESIENSTADT UMGEKOMMEN 22.12.1943                  | Krystalgade 12 ·            | Rosa Nachemsohn, geborene Hillelsohn, wurde am 7. Januar 1868 in Libau, damals Russland, geboren. Sie heiratete Semele Louis Nachemsohn (geboren 1854). 1895 wurde ihr erstes Kind, ein Sohn, geboren, die Familie flüchtete nach Dänemark. Semele Nachemsohn starb 1902, Rosa Nachemsohn stand mit vier Kindern alleine da. Die Familie zog in das Haus der Meyers Minde-Stiftung. Hier konnten Menschen jüdischen Glaubens frei wohnen. Am 1. Oktober 1943 wurde Rosa Nachemsohn zusammen mit 11 weiteren Bewohnern des Hauses mit dem Transport XXV/2 in das Konzentrationslager Theresienstadt deportiert. Ihre Transportnummer war 140. Am 5. Oktober 1943 kam der Transport in Theresienstadt an. Rosa Nachemsohn verlor am 22. Dezember 1943 in Theresienstadt ihr Leben. |
|              | HIER WOHNTE RUTH FANNI NIEDRIG GEBOREN 1920 ALS STECKELSON VERHAFTET 4.5.1940 ABGESCHOBEN NACH DEUTSCHLAND 11.7.1940 ERMORDET AUG. 1943 AUSCHWITZ | Kronprinsensgade 13 ·       | Ruth Fanni Niedrig, geborene Seckelson, wurde am 15. November 1920 in Wilhelmsdorf bei Berlin geboren. 1938 heiratete die Friseuse den Schneider Schulim Niedrig (geboren 1910 in Oświęcim). Im Oktober 1938 wurde Schulim Niedrigs Familie „ausgebürgert“ und an die deutsch-polnische Grenze gebracht. Schulim Niedrig lebte für ein halbes Jahr in Warschau. Nachdem Ruth Niedrig auf Grund der Heirat mit ihm auch ausgewiesen werden sollte, reiste er zurück nach Berlin. Von Berlin floh das Paar nach Dänemark. Im Mai 1939 überqueren sie die Grenze bei Flensburg zu Fuß. Von dort reisten sie mit dem Bus nach Kopenhagen. In Nyborg wurden sie verhaftet und kamen ins Gefängnis. Einige Tage später wurde das Paar mit einer Fähre nach Danzig geschickt. Dort wurden sie abgewiesen und fuhren nach fünf Tagen auf derselben Fähre wieder zurück nach Kopenhagen. Das Paar bleibt dort für weitere zwei Monate in Gewahrsam. Ruth Niedrig schrieb Bittbriefe an den König Christian X. und Liebesbriefe an ihren Mann. Auch dieser schrieb Briefe an Behörden und Briefe an seine Frau. Alle Briefe werden beschlagnahmt. Trotzdem wurde das Jüdische Hilfskomitee auf das Paar aufmerksam und half. Im August 1939 wurden Ruth Niedrig und ihr Ehemann aus dem Gefängnis entlassen und erhielten Geld und Essenskarten vom Komitee. 1940 beantragten sie Visa für die USA und Italien. Schulim Niedrig glaubte, dass es einfacher wäre, von Italien in die USA auszuwandern. Im Mai 1940 ging Ruth Niedrig am Abend ins Kino, währenddessen wurde Schulim Niedrig vor dem Haus von Freunden verhaftet. Da Schulim Niedrig nur schlecht Dänisch sprach, konnte die Situation nicht aufgeklärt werden. Am nächsten Tag holten die Polizisten auch Ruth Niedrig ab. Wieder befand sich das Paar im Gefängnis. Der Generalstaatsanwalt Harald Petersen wollte beide nach Polen abschieben, was nicht ging, weshalb der Polizeipräsident Harry Chr. Mikkelsen Kudsk wiederum die Entlassung des Paares empfahl. In der Zwischenzeit trafen Forderungen der Behörden in den USA nach weiteren Papieren für Schulim Niedrig ein, sein Visum war also noch immer nicht bewilligt. Die deutschen Behörden erklärten sich bereit, das Ehepaar aufzunehmen. Troels Hoff, zu dem Zeitpunkt noch Staatsanwalt und nach dem Krieg Chef des dänischen Sicherheitsdienstes, notierte am 6. Juni 1942 zu diesem Fall: „Sie werden eines Tages nach Polen geschickt“. Am 11. Juli 1940 wurden Ruth und Schulim Niedrig den deutschen Behörden übergeben und nach Flensburg gebracht, wo sie weitere zwei Monate im Gefängnis verbrachten. Am 12. September wurden sie in das Arbeitslager Schloßhofstraße in Bielefeld deportiert, wo Ruth Niedrig und ihr Mann Zwangsarbeit verrichteten. Am 2. März 1942 wurden Ruth Niedrig und ihr Mann nach Auschwitz deportiert. Von den 1500 Deportierten wurden 820 Menschen sofort ermordet, Ruth und Schulim Niedrig wurden tätowiert und kamen ins Lager. Kurze Zeit nach ihrer Ankunft im Lager wurde Ruth Niedrig von Schäferhunden gebissen und starb. Ihr Ehemann Schulim Niedrig traf im Lager einen ehemaligen Bekannten, mit dem er Mitglied in der Sozialistischen Partei war. Dieser Bekannte hatte inzwischen die Seiten gewechselt und war hier Gefängniswärter. Mit dessen Hilfe konnte Schulim Niedrig die Zwangsarbeit, unter anderem für die Buna-Werke, und das Lager überleben. Im Januar 1945 wurde er nach Buchenwald verlegt, wo er im April 1945 befreit wurde. Niedrig kam wieder nach Bielefeld. Er lernte eine Frau kennen, die ein Kind in die Beziehung brachte. Sie zogen zusammen nach Schweden, von dort nach Kanada. Er änderte seinen Namen zu Fritz Niedrich, arbeitete wieder als Schneider und eröffnete in Hamilton ein Geschäft. 1987 starb Fritz Niedrich in seinem Haus in Toronto an einem Herzinfarkt. Für Fannis Mutter Elsbeth wurde in Berlin, Thomasiusstraße 3, ein Stolperstein verlegt. |
|              | HIER WOHNTE ERNST PLATZKO GEBOREN 1882 VERHAFTET 17.9.1940 ABGESCHOBEN NACH DEUTSCHLAND 18.9.1940 SACHSENHAUSEN ERMORDET 16.10.1942               | Bredgade 3 ·                | Ernst Platzko wurde am 1. April 1882 in Nové Mesto nad Váhom geboren. Er war Vater von vier Kindern, drei Söhnen und einer Tochter. Er war Handelsreisender und lebte und arbeitete in Wien. 1937 zog Platzko mit seinem jüngsten Sohn Karel (später Karl) nach London. Über 20 Jahre war er auch Handelsreisender in Dänemark und Skandinavien. Am 7. April 1940 landete Platzko mit Waren bekannter Londoner Modehäusern in Dänemark, doch zwei Tage später besetzten die Deutschen Dänemark und Platzko saß in Kopenhagen fest. Er verkaufte alle seine Waren an drei dänische Kaufhäuser. Die 25.000 Kronen, die der Verkauf erbrachte, konnten nur in monatlichen Raten in einer Höhe von 6.700 Kronen über die Dänische Nationalbank ausbezahlt werden, so dass Platzko in Kopenhagen bleiben musste. Er musste sich dreimal pro Woche bei der Polizei melden und hatte die Anweisung, möglichst rasch das Land zu verlassen. Während seines erzwungenen Aufenthaltes wohnte er in der Pension Askestad, die sich in der Bredgade 3 befand. Am 26. Juli 1940 gab Ernst Platzko bei der Polizei an, dass er Visa für Schweden und die USA beantragt hatte. Es lag auch ein Affidavit seines in den USA lebenden Schwiegersohnes vor. Der Sekretär des schwedischen Konsulats, Nils-Eric Ekblad, teilte mit, dass es drei Wochen dauern würde, Platzko aber wahrscheinlich ein Visum erhalten würde. Nach zwei Wochen kam eine Ablehnung, er könnte aber erneut ein Visum für Schweden beantragen, wenn ein Visum für die USA vorläge. Platzko kontaktierte erneut seinen Schwiegersohn, um den Vorgang zu beschleunigen, gab dies auch bei der Polizei bekannt. Am 23. August 1940 musste er seinen nur bis 18. August 1940 gültigen tschechischen Reisepass abgeben. Im September kam es zu behördlichen Aktivitäten im Fall Platzko. Am 12. September 1940 beantragten deutsche Behörden seine Auslieferung. Dieser Antrag erfolgte auf Grund einer Liste von Namen, die der Generalstaatsanwalt Eivind Larsen erstellt und an deutsche Behörden geschickt hatte. Der Justizminister Harald Petersen stimmte der Auslieferung zu. Am 16. September erfolgte ein weiteres Schreiben deutscher Behörden bezüglich des Transfers Platzkos nach Deutschland. Am 17. September 1940 wurde Platzko ohne Vorwarnung verhaftet und am nächsten Tag sofort nach Deutschland ausgeliefert. Bis zum 30. September 1942 befand er sich in einem Gefängnis, dann wurde er in das KZ Sachsenhausen deportiert und erhielt die Häftlingsnummer 34393. Er wurde dem Block 38 zugewiesen. Ernst Platzko verlor am 16. Oktober 1942 sein Leben, als Todesursache wurde „Lungentuberkulose“ angegeben. Laut einem Enkel von Platzko sei bisher nicht geklärt, was mit der offenen Forderung über 25.000 Kronen passiert ist. |
|              | HIER WOHNTE DOROTHEA POLACK GEB. 1862 [...] | Schacksgade 11              | Dorothea Polack geb. Hartvik wurde 1862 in Lyngby geboren. Ihre Eltern waren Michael Marcus Hartvig (1832–1880) und Emma Esther geb. Gottschalk (1838–1907). Sie hatte vier Schwestern und vier Brüder. Sie heiratete Martin Samuel Polack (1869–1909), der Kgl. Hof-Schirmfabrikant war. Das Paar hatte drei Töchter und zwei Söhne: Anna (geb. 1885), die im Kindbett starb, Michael Marcus (geb. 1886), Ivan (1889–1979), Ebba (geb. 1890), spätere Meyer, und Kaja (1892–1965), spätere Guttermann. Der Ehemann starb bereits 1909. Beide Söhne erreichten Leitungsfunktionen in der Wirtschaft, die jüngere Tochter, Kaja, bekam eine Stelle als Werbekauffrau, was für eine Frau damals eher ungewöhnlich war. Dorothea Polack war stolze Großmutter von zehn Enkelkindern. An ihrem 75. Geburtstag im Jahr 1937 wurde ein kurzweiliger Film ihrer Geburtstagsfeier gedreht, der sie im Kreis der Familie zeigt. Der 80. Geburtstag konnte kriegsbedingt nicht gefeiert werden. In den Oktobertagen 1943 wurde sie gemeinsam mit anderen älteren Damen aus der jüdischen Community vermeintlich in Sicherheit gebracht, in ein Heim in Tårbæk. Allerdings befand sich unter den Mitarbeitern des Heims ein Denunziant und so kam es, dass Dorothea Polack im Alter noch im Alter von 81 Jahren nach Theresienstadt deportiert wurde, wo sie, so die Familie in einem Text für die Website SNUBLESTEN „unmenschlichsten Behandlungen ausgesetzt war“. Carl Metz, ein Mithäftling, auch er aus Dänemark, teilte mit, dass sie trotz ihres fortgeschrittenen Alters in guter körperlicher Verfassung gewesen sei, stets gepflegt und besonders bedacht auf Hygiene. Dies durchzuhalten war jedoch unter den katastrophalen Lagerzuständen, unter welchen sie sehr litt, unmöglich. Sie starb am 8. Dezember 1943. Carl Metz nahm an der Bestattung teil und sprach dreißig Tage lang zu ihrem Gedenken, wie es der jüdische Brauch gebietet, das Kaddisch. Ihre Nachkommen und ihre Schwester Betty Heimann konnten die Shoah überleben. „Geehrt sei ihr Andenken!“ |
|              | HIER WOHNTE BENNO POLITUR GEB. 1872 VERHAFTET OKT. 1943 DEPORTIERT 1943 THERESIENSTADT UMGEKOMMEN 13.9.1944                                       | Schacksgade 11              | Benno Politur, ursprünglich Bejrech Politur, wurde am 8. August 1872 in Warschau als Sohn von Jakob Politur und Ruchla geborene Dancygier geboren. Er kam 1907 nach Dänemark, verdiente seinen Lebensunterhalt als Großhändler und wurde durch Gesetz vom 13. April 1923 dänischer Staatsbürger. Er war, als Hitlerdeutschland Dänemark überfiel, bereits Witwer. Seine Frau, Felicia, geborene Fagot, war bereits am 12. Mai 1939 gestorben. Er wohnte 1943 in der Schacksgade 11, vermutlich in einer Pension. Er wurde in der Nacht des 2. Oktober 1943 festgenommen, auf der Wartheland eingeschifft und mit 197 anderen Juden nach Swinemünde deportiert. Von dort wurden die Deportierten in Viehwaggons in das KZ Theresienstadt geschafft, wo sie am späten Abend des 5. Oktober 1943 ankamen. Er wurde mit der Nummer XXV / 2-145 registriert. In Theresienstadt war er in der Wallstraße 8 untergebracht, der sogenannten Kavalierskaserne, einem alten Gebäude in sehr schlechtem Bauzustand, in welches viele der älteren Häftlinge aus Dänemark eingewiesen wurden. Benno Politur kam am 13. September 1944 ums Leben, im Alter von 72 Jahren, knapp ein Jahr nach seiner Einlieferung. Als offizielle Todesursache wurde „Lungentuberkulose“ angegeben. |
|              | HIER WOHNTE LEON ABRAHAM RUBEN GEB. 1895 VERHAFTET 1.10.1943 DEPORTIERT 1943 THERESIENSTADT UMGEKOMMEN 15.2.1944                                  | Egilsgade 29A               | Leon Abraham Ruben (1895–1943) |
|              | HIER WOHNTE ROSALIE GALATHEA SALOMON GEB. COHEN 1860 VERHAFTET 2.10.1943 DEPORTIERT THERESIENSTADT UMGEKOMMEN 18.11.1943                          | Vester Voldgade 92          | Rosalie Galathea Salomon wurde am 4. März 1860 als Tochter von Julius Levin Cohen (1819–1868) und Sara geb. Salomon (1828–1919) geboren. Sie hatte einen Bruder, Just Egmond Cohen (1858–1919). Sie heiratete Julius Frederik Salomon (1856–1927). Sie wurde in das KZ Theresienstadt verschleppt und kam dort am 18. November 1943 ums Leben. |
|              | HIER WOHNTE EVA SALOMONSEN GEB. ALS WAGNER 1855 VERHAFTET 2.10.1943 DEPORTIERT THERESIENSTADT UMGEKOMMEN 14.10.1943                               | Bredgade 51                 | Eva Salomonsen (1861–1943) |
|              | HIER WOHNTE LISELOTTE SCHLACHCIS GEBOREN 1910 VERHAFTET 27.6.1941 ABGESCHOBEN NACH DEUTSCHLAND 3.8.1941 ERMORDET 30.1.1943 AUSCHWITZ              | Borgmestervangen 4A ·       | Liselotte Ruth Schlachcis wurde am 23. März 1910 in Pinne, damals Preußen, geboren. Ihre Eltern waren Eduard Schlachcis und Martha, geborene Lewinsohn. Ab 1922 lebte die Familie in Hamburg-Wandsbek. Schlachcis Mutter betrieb dort einen Schuhhandel. 1926 war Liselotte Schlachcis in Segeberg gemeldet, kehrte aber 1928 „von Riesen“ in die mütterliche Wohnung zurück. Spätestens 1930 war der Vater verstorben, die Mutter hatte ihren Schuhwarenhandel verkauft. Schlachcis wurde Sekretärin. 1931 zog sie nach Hamm, ihre Mutter ging 1932 nach Barmbek. 1932 trat Schlachcis der KPD bei, die ab 1933 durch die Nationalsozialisten verboten war und nur noch im Geheimen arbeiten konnte. Sie verlobte sich mit dem Kommunisten Rudolf Lindau, dieser wurde 1934 hingerichtet. Liselotte Schlachcis war in der Abschnittsleitung Nord der KPD tätig, unter anderem mit Paul Kreft und Conrad Blenkle. Als Widerstandskämpferin und als Jüdin war sie doppelt gefährdet. Sie flüchtete nach Dänemark, Kopenhagen. Dort lebte sie mit ihrem Lebensgefährten Willi Adam, zeitweilig Führungskader der Abschnittsleitung Nord der illegalen KPD in Kopenhagen, sowie einem befreundeten Pärchen, beide ebenfalls Parteigenossen, in einer Wohngemeinschaft. Schlachcis wurde mutmaßlich von ihrem Lebensgefährten verraten und am 27. Juni 1941 in ihrer Wohnung verhaftet. Am 3. August 1941 wurde sie nach Deutschland abgeschoben und saß danach ein Jahr und sieben Monate im Hamburger Zuchthaus Fuhlsbüttel ein. Auf ihrer Gefangenenkarteikarte befand sich ein Stempel „Streng trennen von allen politischen Gefangenen!“ Am 26. Juni 1942 wurde sie wegen Hochverrats zu sechs Jahren Zuchthaus verurteilt. Am 9. Juli 1942 wurde sie in das Frauenzuchthaus Lübeck-Lauerhof überstellt, am 14. November 1942 in die Frauenabteilung des Zuchthauses Neumünster. Auf Grund der Anordnung, alle jüdischen Häftlinge in deutschen Gefängnissen, Zuchthäusern oder Konzentrationslagern in das Vernichtungslager Auschwitz zu überführen, wurde Liselotte Schlachcis am 17. Dezember 1942 nach Auschwitz deportiert und dort vom NS-Regime am 30. Januar 1943 ermordet. Liselotte Schlachcis’ Mutter war ebenfalls nach Kopenhagen geflüchtet. 1955 schaltete sie einen Hamburger Anwalt ein, dieser sollte eine Aufhebung des Hochverrats-Urteils erwirken, was ihm noch im selben Jahr gelang. Schlachcis’ Mutter bemühte sich den Tod ihrer Tochter bekunden zu lassen, wandte sich, erfolglos, dafür auch an Hans Schwartz, den Generalsekretärs der Häftlingsorganisation Amicale Internationale de Neuengamme. Allerdings waren die Gefangenenunterlagen aus der Justizvollzugsanstalt Neumünster aus der Zeit bis 1945 verloren gegangen und die Akten der Hamburger Staatsanwaltschaft 1955 vernichtet worden. Auf Grund dessen wurde Liselotte Schlachcis rückwirkend auf den 9. Mai 1945 für tot erklärt. Das genaue Todesdatum von Liselotte Schlachcis konnte erst später eruiert werden. In der Wandsbeker Marktstraße 79 in Hamburg liegt ein weiterer Stolperstein für Liselotte Schlachcis. |
|              | HIER WOHNTE ABRAHAM SCHWARTZ GEBOREN 1877 VERHAFTET 1.10.1943 DEPORTIERT 1943 THERESIENSTADT BEFREIT                                              | Sankt Pauls Gade 7          | Abraham Schwartz |
|              | HIER WOHNTE RACHEL 'ROSE' SCHWARTZ GEB. SCHWARZFEDER 1876 VERHAFTET 1.10.1943 DEPORTIERT 1943 THERESIENSTADT BEFREIT                              | Sankt Pauls Gade 7          | Rachel Schwartz, genannt Rose |
|              | HIER WOHNTE ANNIE SMAALANN GEBOREN 1930 VERHAFTET 4.10.1943 DEPORTIERT 1943 THERESIENSTADT BEFREIT                                                | Vibevej 45 Kopenhagen       | Annie Smaalann (1930-) |
|              | HIER WOHNTE CHAIM WASSERMANN GEBOREN 1897 ERTRUNKEN AUF DER FLUCHT NACH SCHWEDEN 5.10.1943                                                        | Shetlandsgade 2             | Chaim Benzion Wassermann (1897–1943) |
|              | HIER WOHNTE BEILE MALKA ZIPIKOFF GEBOREN 1861 ALS UNTERSCHLAG VERHAFTET 1.10.1943 DEPORTIERT 1943 THERESIENSTADT UMGEKOMMEN 21.10.1943            | Krystalgade 12 ·            | Beile Malka Zipikoff, geborene Unterschlag, wurde am 21. März 1860 oder zu einem unbekannten Datum im Jahr 1861 in Drissa geboren. Ihre Eltern waren Noah Abraham Unterschlag und Chana Leah, geborene Riskin. Sie war verheiratet mit Zalman Zipikoff (1861–1924), der aus Russland stammte. Das Paar hatte sechs Kinder, darunter Nisan (geboren 1887) und Cheike, auch Chaja (geboren 1891 oder 1893). 1905 zog die Familie nach Dänemark. 1924 starb Beile Zipikoffs Ehemann und sie zog zu einer ihrer Töchter, später zog sie in das Haus der Meyers Minde-Stiftung. Hier konnten Menschen jüdischen Glaubens frei wohnen. Am 1. Oktober 1943 wurde Beile Malka Zipikoff zusammen mit 11 weiteren Bewohnern des Hauses mit dem Transport XXV/2 in das Konzentrationslager Theresienstadt deportiert. Ihre Transportnummer war 198. Am 5. Oktober 1943 kam der Transport in Theresienstadt an. Beile Malka Zipikoff verlor am 21. Oktober 1943 in Theresienstadt ihr Leben. Zwei Kinder, ein Enkelsohn, eine Schwiegertochter und zwei Schwiegersöhne ertranken auf der Flucht von Dänemark nach Schweden am 5. Oktober 1943: der älteste Sohn Nathan Nisson und dessen Frau Helene, geborene Brechner (geboren 1893),, die älteste Tochter Chaja und deren Ehemann Greinim Greinimann (geboren 1891), der Enkelsohn Jakob (geboren 1915), Sohn von Eleiser und dessen Ehefrau Leah, geborene Donde, sowie der Ehemann ihrer jüngsten Tochter, Chaim Benzin Wassermann (geboren 1897). |

## Verlegedaten
- 17. Juni 2019: zwölf Stolpersteine in Frederiksberg (1) und Kopenhagen (11), verlegt vom Künstler persönlich
- 2020: neunzehn Stolpersteine in Frederiksberg (3) und Kopenhagen (16)
- 23. August 2021: Frederiksberg (2), Kongens Lyngby (2)[85]
- 30. August 2021: Kopenhagen (8/7)[85]
- 1. September 2021: Gentofte (6/5)[86]
- 29. August 2022: Frederiksberg (3), Gentofte (Henningsens Allé 19), Kopenhagen (18)